# Лунка Фрумоаса (Бузау)
Лунка Фрумоаса (рум. Lunca Frumoasă) насеље је у Румунији у округу Бузау у општини Парсков. Oпштина се налази на надморској висини од 268 m.

## Становништво
Према подацима из 2002. године у насељу је живело 913 становника, од којих су сви румунске националности.